# حلوة محدبة
حلوة محدبة (الاسم العلمي: Glycine curvata) هي نوع من نباتات تتبع جنس الحلوة من الفصيلة البقولية.